# Estación de Alcorcón
Alcorcón, también denominada Alcorcón Central, es una estación de ferrocarril y un intercambiador de transportes entre la línea 12 de Metro de Madrid, la línea C-5 de Cercanías Madrid y varias líneas de autobuses urbanas e interurbanas que efectúan parada en su entorno. 
Está situada en el municipio homónimo, y la diferente denominación para cada una de las dos estaciones que lo componen ("Alcorcón" en el caso de la de Cercanías y "Alcorcón Central", añadiendo el adjetivo, en la de metro) responde a un criterio que se adoptó para la denominación de las estaciones de la línea 12 de metro que tienen correspondencia con las cinco de Cercanías más próximas a los centros urbanos de las localidades por las que discurre el trazado de la línea.

## Situación ferroviaria
La estación forma parte del trazado de la línea férrea de ancho ibérico Móstoles-Parla, punto kilométrico 15,1.

## Historia
El ferrocarril en Alcorcón existe desde la apertura de la línea de vía estrecha Madrid-Almorox, a finales del siglo XIX. Durante la Guerra Civil, la red sufrió bastantes daños y el edificio de la estación de Alcorcón resultó destruida por los daños de los obuses y la aviación durante la batalla de Madrid, al ser la primera línea del frente. En los años 1970, la línea Madrid-Almorox fue cerrada para ser sustituida en buena parte de su trazado por una línea de ancho ibérico que formaría parte desde 1980 de la red de Cercanías Madrid, incluyendo una estación en Alcorcón situada en el eje del paseo de Extremadura, al oeste del centro urbano. La estación cuenta desde el principio con la posibilidad de cruzar entre ambas vías a diferente nivel, algo que no todas las estaciones de cercanías poseían en el momento de crearse la red.
La estación de metro abrió al público el 11 de abril de 2003 como parte de la línea 12, más conocida como "Metrosur". A pesar del adjetivo central no se encuentra en el centro urbano del municipio, si bien es la más cercana al mismo. La estación de MetroSur tiene un hueco reservado para poder meter la línea C-5 bajo tierra.

## Accesos
Para acceder a la estación de metro existen dos bocas de acceso y un acceso directo desde la estación de cercanías. A la estación de cercanías se accede directamente a pie de calle, ya que se encuentra situada en superficie.
Vestíbulo Alcorcón Central
- Avenida Móstoles - Bailén Paseo de Extremadura, 15 (también Avda. de Móstoles)
- Avda. Móstoles - Navalcarnero Paseo de Extremadura, 11, templete (también Avda. de Móstoles)
- RENFE Abierto de 6:00 a 0:30 Nivel -1 a la altura de la cancela de Metro
- Ascensor Exterior Avda. Móstoles

## Líneas y conexiones

### Metro
| << cabecera | < estación    | línea | estación >   | cabecera >> |
| ----------- | ------------- | ----- | ------------ | ----------- |
| circular    | Parque Lisboa |       | Parque Oeste | circular    |

### Cercanías
| procedencia/destino                                                                         | < estación           | línea | estación >  | destino/procedencia |
| ------------------------------------------------------------------------------------------- | -------------------- | ----- | ----------- | ------------------- |
| Humanes FuenlabradaH                                                                        | San José de Valderas |       | Las Retamas | Móstoles - El Soto  |
| H La mitad de los trenes llegan hasta Fuenlabrada e inician su recorrido en dicha estación. |                      |       |             |                     |

### Autobuses
| Diurnos |                                     |                                                                           |               |
| Línea   | Destino                             | Parada                                                                    | Operador      |
| 1       | Puerta del Sur                      | 11770 Budapest-Hospital Fundación Alcorcón                                | Arriva Madrid |
| 1       | Fuente Cisneros                     | 11772 Berlín-Est. Alcorcón Central (N.º 2) (sentido Hospital)             | Arriva Madrid |
| 2       | Circular (> Ondarreta)              | 11772 Berlín-Est. Alcorcón Central (N.º 2) (sentido Hospital)             | Arriva Madrid |
| 2       | Circular (> Prado de Santo Domingo) | 11773 Berlín-Est. Alcorcón Central (N.º 2) (sentido Avenida Villaviciosa) | Arriva Madrid |
| 3       | Parque El Lucero                    | 11773 Berlín-Est. Alcorcón Central (N.º 2) (sentido Avenida Villaviciosa) | Arriva Madrid |

| Diurnos                                    |                                            |                                                                           |                           |
| Autobuses con cabecera en Alcorcón Central |                                            |                                                                           |                           |
| Línea                                      | Destino                                    | Parada                                                                    | Operador                  |
| 510B                                       | Villaviciosa de Odón (UEM)                 | 11772 Berlín-Est. Alcorcón Central (N.º 2)                                | Arriva Madrid             |
| 535                                        | Urbanización Calypo-Fado                   | 11772 Berlín-Est. Alcorcón Central (N.º 2)                                | CEVESA                    |
| Autobuses pasantes en Alcorcón Central     |                                            |                                                                           |                           |
| Línea                                      | Destino                                    | Parada                                                                    | Operador                  |
| 450                                        | Alcorcón                                   | 09367 Pº Castilla-San Isidro (N.º 35)                                     | Avanza Movilidad Integral |
| 512                                        | Alcorcón (por Calle de los Cantos)         | 09367 Pº Castilla-San Isidro (N.º 35)                                     | Arriva Madrid             |
| 512                                        | Madrid (Príncipe Pío)                      | 08474 Av. Móstoles-Est. Alcorcón Central (Paseo de Extremadura, 15)       | Arriva Madrid             |
| 510                                        | Alcorcón (Alcalde J. Aranda)               | 11772 Berlín-Est. Alcorcón Central (N.º 2) (sentido Hospital)             | Arriva Madrid             |
| 516                                        | Alcorcón (por Universidad Rey Juan Carlos) | 11772 Berlín-Est. Alcorcón Central (N.º 2) (sentido Hospital)             | Arriva Madrid             |
| 517                                        | Alcorcón (Fuente Cisneros)                 | 11772 Berlín-Est. Alcorcón Central (N.º 2) (sentido Hospital)             | Arriva Madrid             |
| 520                                        | Móstoles                                   | 11772 Berlín-Est. Alcorcón Central (N.º 2) (sentido Hospital)             | Arriva Madrid             |
| 510                                        | Villaviciosa de Odón - El Bosque           | 11773 Berlín-Est. Alcorcón Central (N.º 2) (sentido Avenida Villaviciosa) | Arriva Madrid             |
| 516                                        | Madrid (Príncipe Pío)                      | 11773 Berlín-Est. Alcorcón Central (N.º 2) (sentido Avenida Villaviciosa) | Arriva Madrid             |
| 517                                        | Madrid (Cuatro Vientos)                    | 11773 Berlín-Est. Alcorcón Central (N.º 2) (sentido Avenida Villaviciosa) | Arriva Madrid             |
| 520                                        | Alcorcón                                   | 11773 Berlín-Est. Alcorcón Central (N.º 2) (sentido Avenida Villaviciosa) | Arriva Madrid             |
| Nocturnos                                  |                                            |                                                                           |                           |
| Línea                                      | Destino                                    | Parada                                                                    | Operador                  |
| N501                                       | Alcorcón - Móstoles                        | 15939 Av. Móstoles-Est. Alcorcón Central (N.º 12) (sentido Las Retamas)   | Arriva Madrid             |
| N501                                       | Madrid (Príncipe Pío)                      | 08474 Av. Móstoles-Est. Alcorcón Central (Paseo de Extremadura, 15)       | Arriva Madrid             |
| N502                                       | Madrid (Príncipe Pío)                      | 11773 Berlín-Est. Alcorcón Central (N.º 2) (sentido Avenida Villaviciosa) | Arriva Madrid             |